# Turó de Cantacorbs
El Turó de Cantacorbs és una muntanya de 726 metres que es troba entre els municipis de la Llacuna, a la comarca de l'Anoia, i de Mediona, a la comarca de l'Alt Penedès.